# Аргазинское водохранилище
Аргази́нское водохрани́лище — искусственный водоём, созданный в 1939—1946 на реке Миасс в ходе строительства плотины Аргазинской ГЭС на территории Аргаяшского района Челябинской области в России. Самое большое водохранилище Челябинской области. При затоплении в состав водохранилища вошло озеро Аргази. Площадь поверхности — 84,4 км². Полный объём воды — 0,9661 км³. Площадь водосборного бассейна — 2800 км². Высота над уровнем моря — 270 м.
Располагается на территориях Карабашского городского округа и Аргаяшского муниципального района Челябинской области.
Водохранилище многолетнего регулирования. Береговая линия непостоянна (за счёт изменений уровня воды до 6 метров), извилиста, с многочисленными заливами, почти к самой воде подступают сосновые и берёзовые леса. Много островов.

## Использование

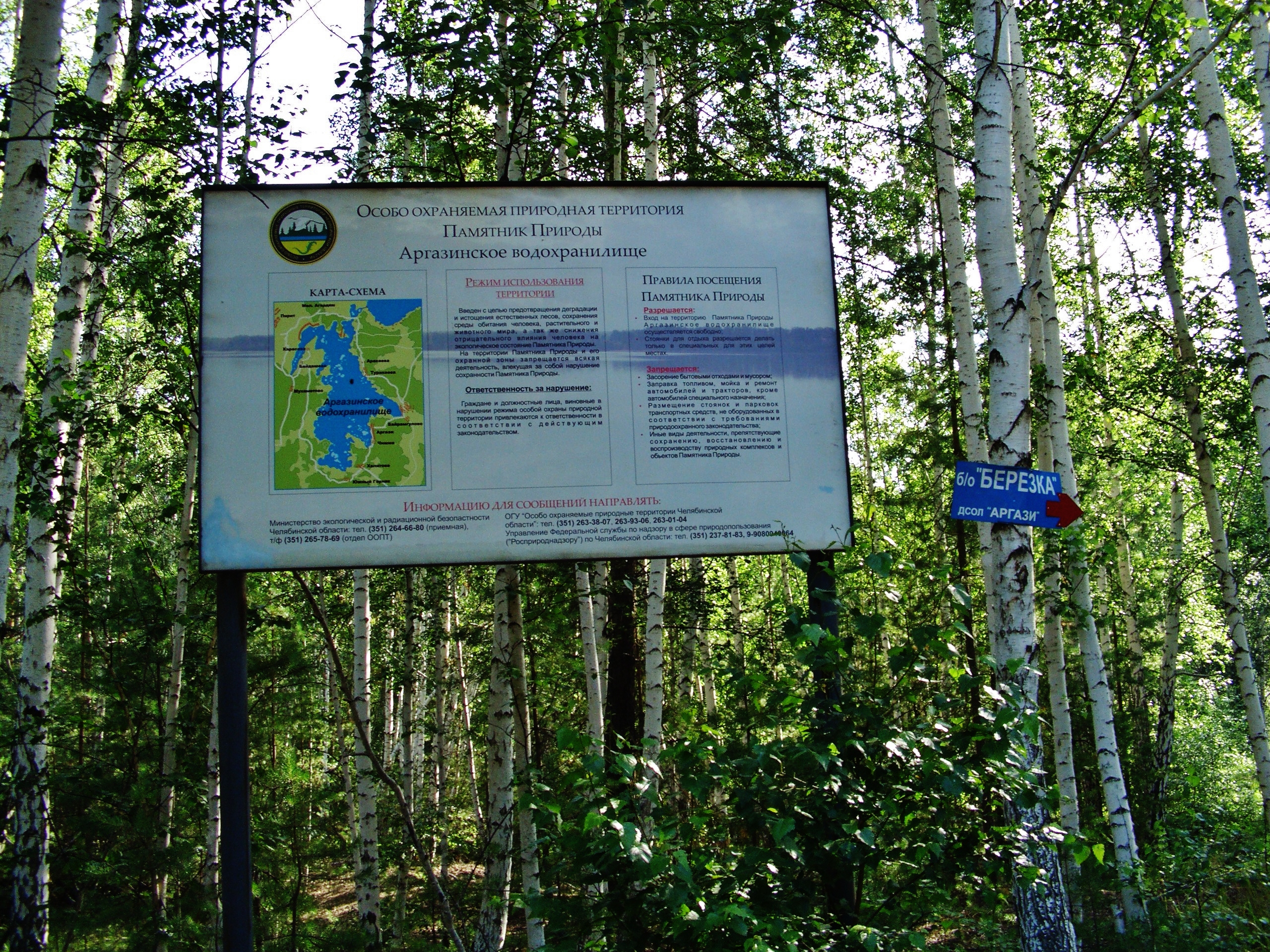
Информационная табличка

Аргазинское водохранилище является гидрологическим памятником природы, имеет статус особо охраняемой природной территории. Имеет место антропогенное загрязнение стоками хвостохранилища, шламохранилища и шлакоотвала «Карабашмеди» и хозяйственно бытовыми стоками г. Карабаша поступающими в водохранилище посредством рек Сак-Елга (левый приток Миасса) и Ольховка (правый приток Аткуса). Так, по состоянию на 2012 год у города Карабаша, вода Аргазинского водохранилища оценивалась как 4 класс разряд «в» («очень грязная»), в первую очередь по содержанию ионов меди, цинка и марганца, превышающих ПДК в десятки раз. По состоянию на 2017 г. наблюдалось увеличение перечня загрязняющих веществ до 10, степень загрязнения оставалась такой же (4 «в»), вследствие самоочистки водоёма наблюдалось незначительное улучшение качества к створу плотины, так у деревни Байрамгулова степень чистоты составляла 3 класс разряд «б» («очень загрязненная»).
Располагаясь выше Шершнёвского водохранилища, служит основным резервуаром питьевой воды для Челябинска. Оба водохранилища используются в каскадном режиме для обеспечения гарантированного водоснабжения мегаполиса. В пополнении водой Аргазинского водохранилища участвует также река Уфа, путём переброски части воды из неё посредством сооружённых Долгобродского и Кыштымского водохранилищ.
Имеет рекреационное значение: на берегах водохранилища расположены базы отдыха.
Популярное место рыбалки. В водохранилище водятся разнообразные породы рыб: щука, язь, чебак (плотва), окунь, налим, сиг, лещ, линь, судак, ёрш. Аргазинское водохранилище является основной рипусовой базой. Встречаются единичные экземпляры карпа, осетра, радужной и ручьевой форели (попадает из реки Большой Киалим, впадающей в Миасс немного выше водохранилища).
Встречаемые в водохранилище и по берегам редкие животные и растения: гребенчатый тритон (лат. Triturus cristatus), обыкновенный таймень (лат. Hucho taimen), ковыль опушеннолистный (лат. Stipa dasyphylla) — включены в Красную книгу Челябинской области. А предкавказская кумжа (лат. Salmo trutta ciscaucasicus), её реликтовая пресноводная форма (ручьевая форель), обыкновенный таймень и ковыль опушеннолистный ещё и занесены в Красную книгу России.
На острове Малый Вишнёвый находится памятник археологии иткульской культуры. Также, ещё в 1977 году, в зоне затопления водохранилища были обнаружены: стоянка Малый Липовый остров XIV (на самом крупном из Малых Липовых островов) относящийся к эпохе неолита и плейстоцена; многослойное поселение Аргази VII эпохи раннего железного века и раннего металла; двуслойные поселения Березки VВ (на острове Большой Вишнёвый) и Перевозный I (на острове Перевозный) эпохи неолита, ранней бронзы и раннего железа; стоянка Осиновый остров III (на Осиновом острове) эпохи раннего металла, следы широко распространённой металлурги в III—II веках до н. э. в окрестностях и на островах озера Аргази; могильники черкаскульской культуры Березки VГ и Перевозный IА.

## Населённые пункты
На берегах водохранилища находятся сёла:
- Байдашево
- Карасёво
- Туракаева/Аракаева
- Аргази
- Чишма
- Халитова
- Байрамгулово

## Галерея

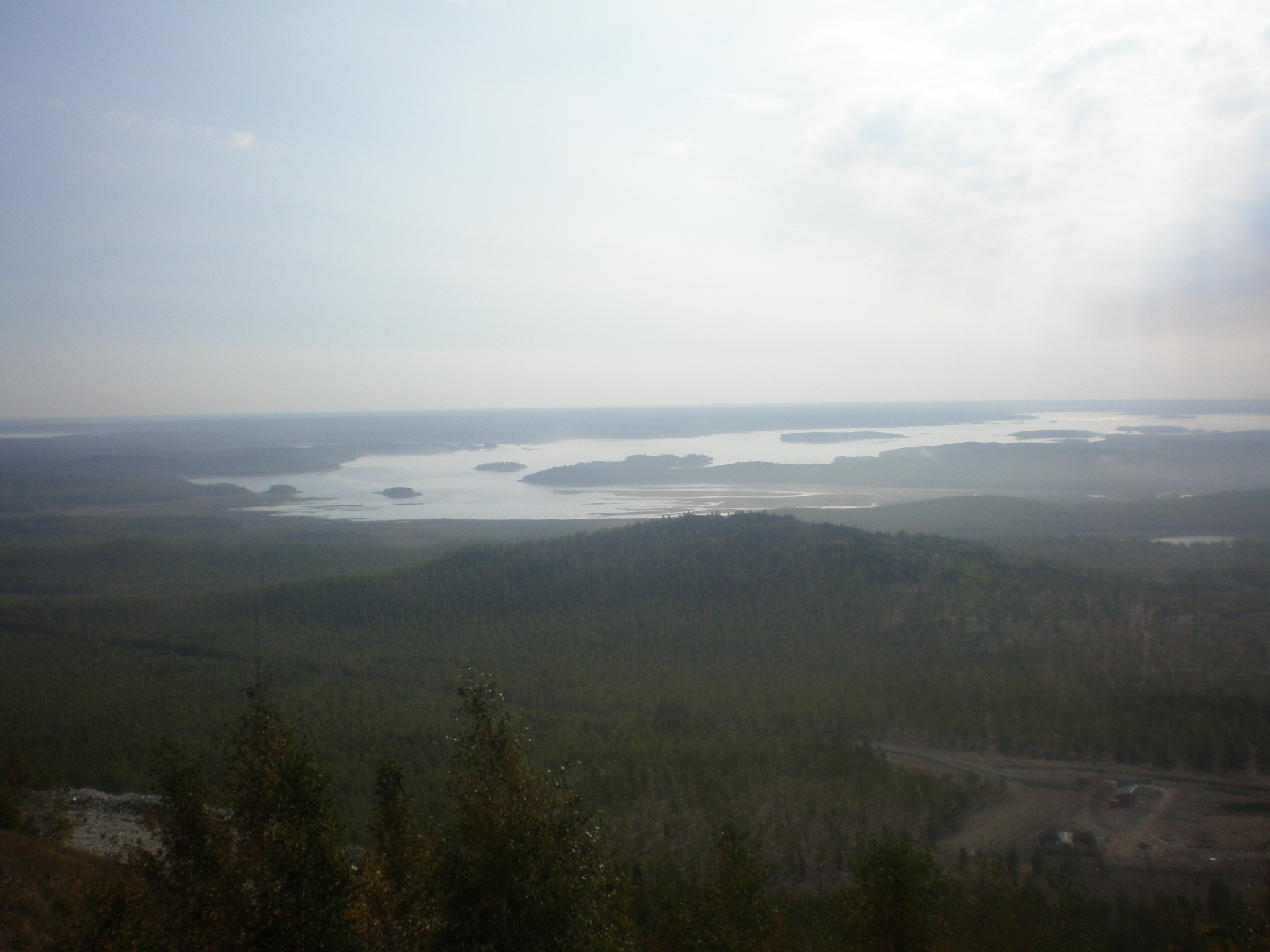
Аргазинское водохранилище с горы Карабаш
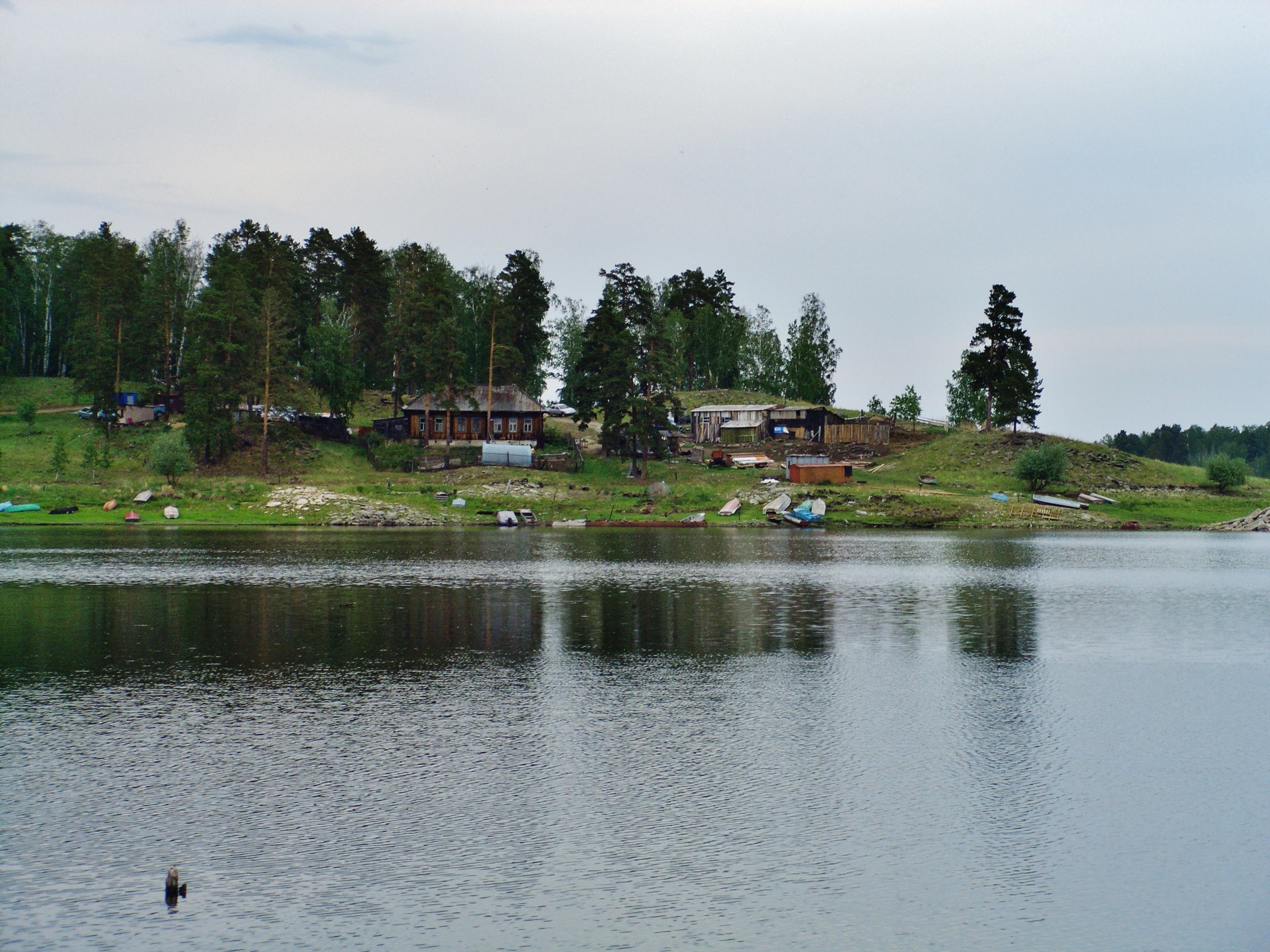
Аргазинское водохранилище
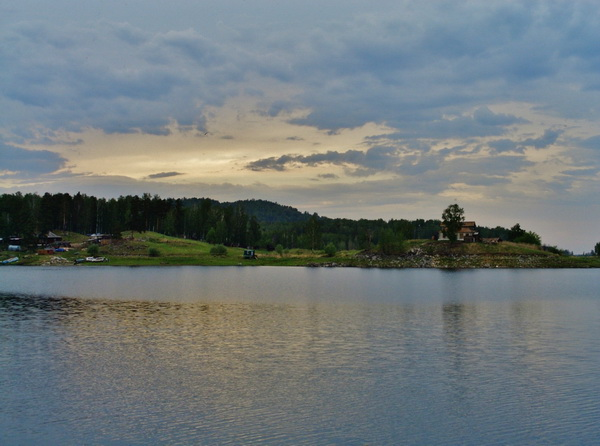
Аргазинское водохранилище
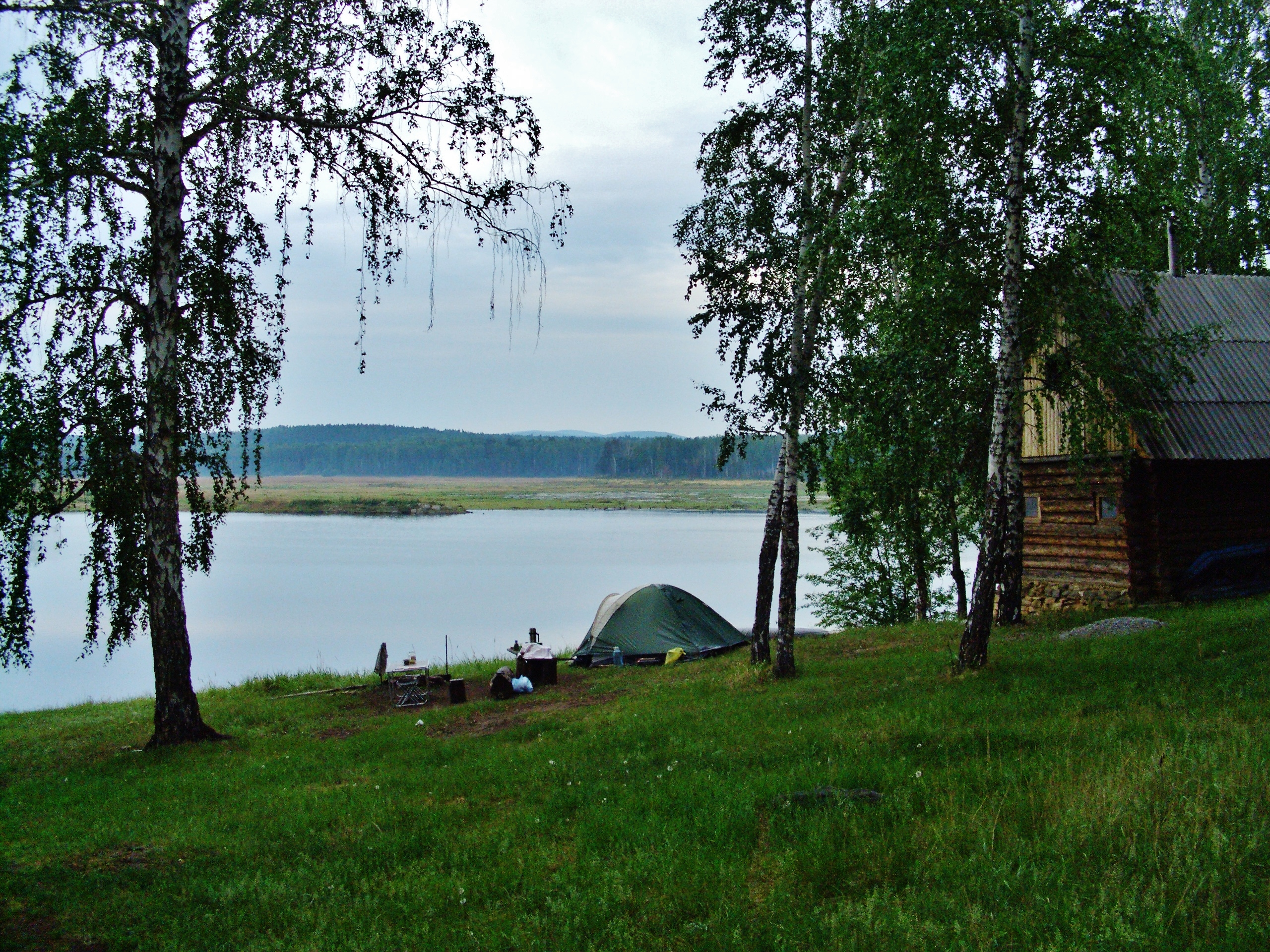
Аргазинское водохранилище
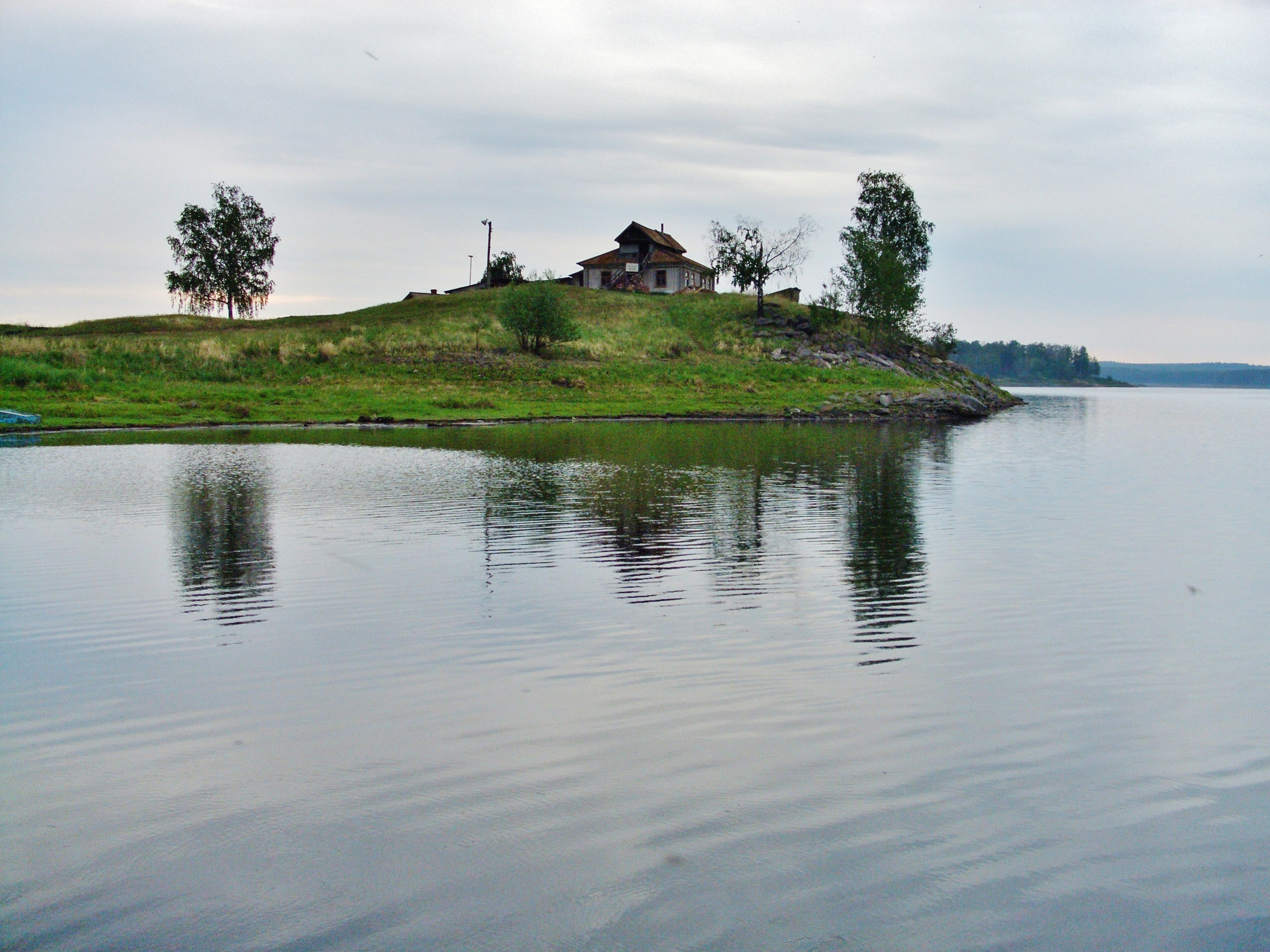
Аргазинское водохранилище
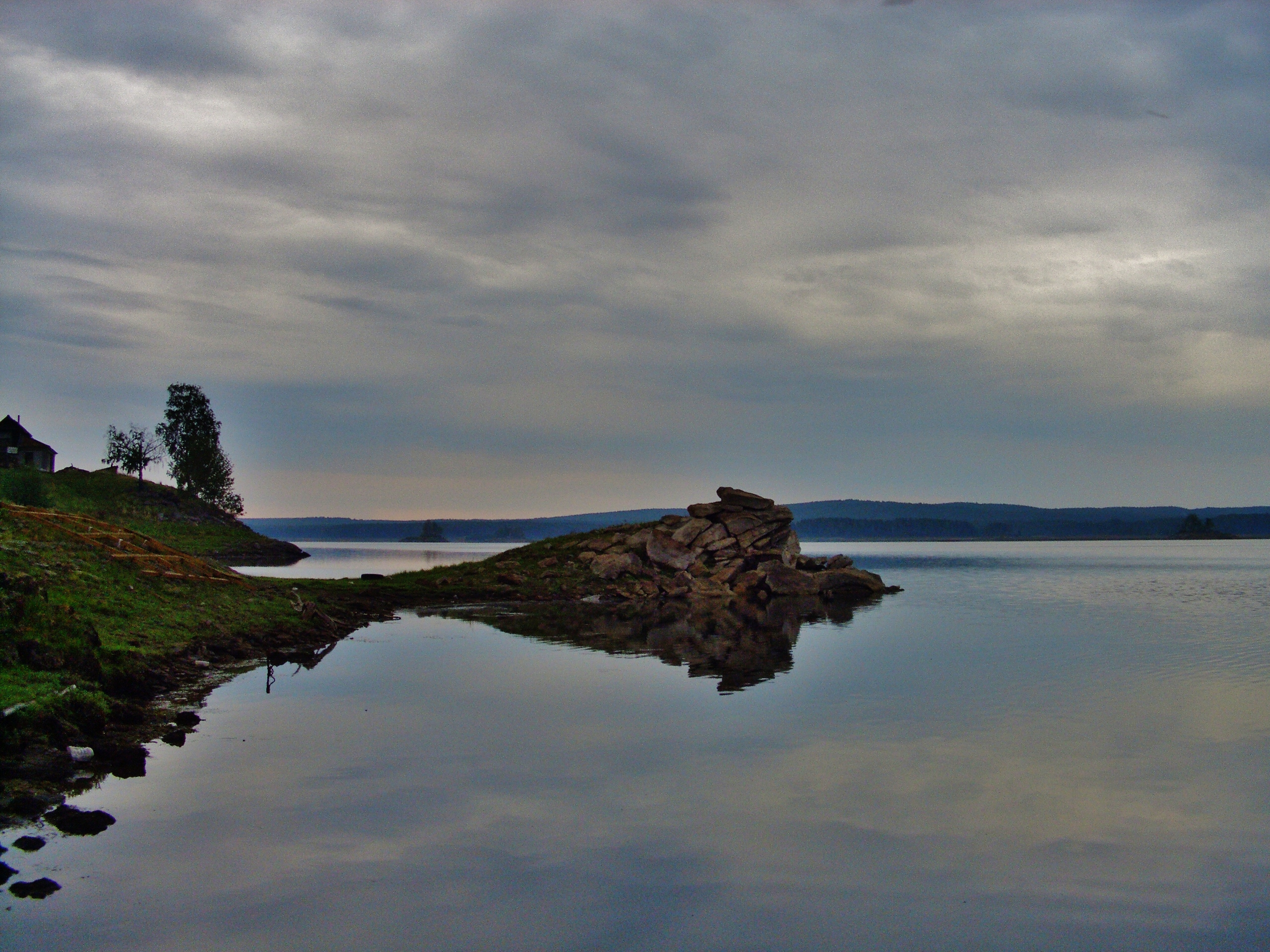
Аргазинское водохранилище

## Водохранилище в культуре
Существует башкирская народная песня Аргужа.